# صومعه صلیب مقدس، شامن
صومعه صلیب مقدس، شامن (ارمنی: Սուրբ Խաչ վանք (Շամեն)؛ انگلیسی: Shamen) یک صومعه متعلق به کلیسای حواری ارمنی واقع در شهر شامن، جمهوری خودمختار نخجوان جمهوری آذربایجان می‌باشد. ساخت و ساز این ساختمان در سده ۱۲ام میلادی؛ به پایان رسید. این بنا به سبک معماری ارمنی طراحی شده‌است.